# Aselliscus dongbacana
Aselliscus dongbacana (Tu, Csorba, Görföl, Arai, Truong Son, Thanh & Hasanin, 2015) è un pipistrello della famiglia degli Ipposideridi diffuso nell'Ecozona orientale.

## Descrizione

### Dimensioni
Pipistrello di piccole dimensioni, con la lunghezza della testa e del corpo di 40,5 mm, la lunghezza dell'avambraccio di 43,8 mm, la lunghezza della coda di 39,5 mm, la lunghezza delle orecchie di 12,2 mm e un peso fino a 4,5 g.

### Aspetto
La pelliccia è lunga e soffice. Le parti superiori variano dal bruno-giallastro al bruno-grigiastro mentre le parti inferiori sono bianco-giallastre chiare. Il muso presenta una foglia nasale sormontata da tre punte e provvista dI tre fogliette su ogni lato. Le orecchie sono piccole ed appuntite.

## Biologia

### Comportamento
Si rifugia all'interno di grotte sia in ambienti calcarei fortemente degradati che intatti.

### Alimentazione
Si nutre di insetti notturni catturati probabilmente nella densa vegetazione.

### Riproduzione
Diverse femmine gravide sono state catturate a maggio mentre altre che allattavano a giugno. Queste osservazioni confermano che il periodo principale riproduttivo va da marzo a luglio.

## Distribuzione e habitat
Questa specie è diffusa nel Vietnam settentrionale e nella provincia cinese del Guangxi.
Vive in zone carsiche.

## Conservazione
Questa specie, essendo stata scoperta solo recentemente, non è stata sottoposta ancora a nessun criterio di conservazione.